# Muinuddin Chishti

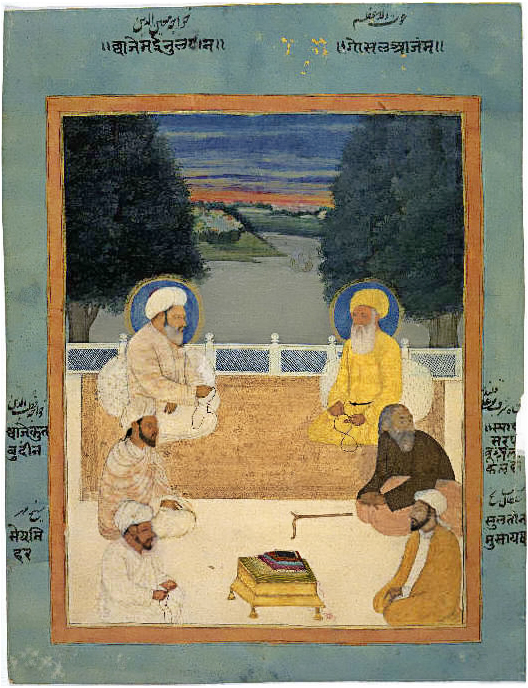
Retouchiertes Bild der sechs Sufimeister: Chvadscha Mu'in al-Din Tschischti (links oben), Ghaus al-A'zam (rechts oben), Chvadscha Qutb al-Din Bachtiyar Kaki (links Mitte), Scheich Mihr (links unten), Schah Scharaf Bu 'Ali Qalandar (rechts Mitte) und Sultan-ul-Mashaikh (links unten)

Muinuddin Chishti oder Muinaddin Tschischti (persisch معین‌الدین چشتی; geboren 1141 in Sistan; gestorben 1230 in Ajmer, Indien), auch bekannt als Gharib Nawaz, war ein persischer islamischer Mystiker (Sufi) und der bekannteste Scheich des Tschischtiyya-Ordens in Südasien. Sein Grabmal (Dargah) liegt in Ajmer und ist auch heute noch einer der wichtigsten islamischen Wallfahrtsorte in Indien. Zur Zeit des Mogulreiches war er der Schutzpatron des Herrscherhauses und des Reiches. Die Kaiser wallfahrteten zu Fuß zu seinem Grab und stifteten Moscheebauten dort.

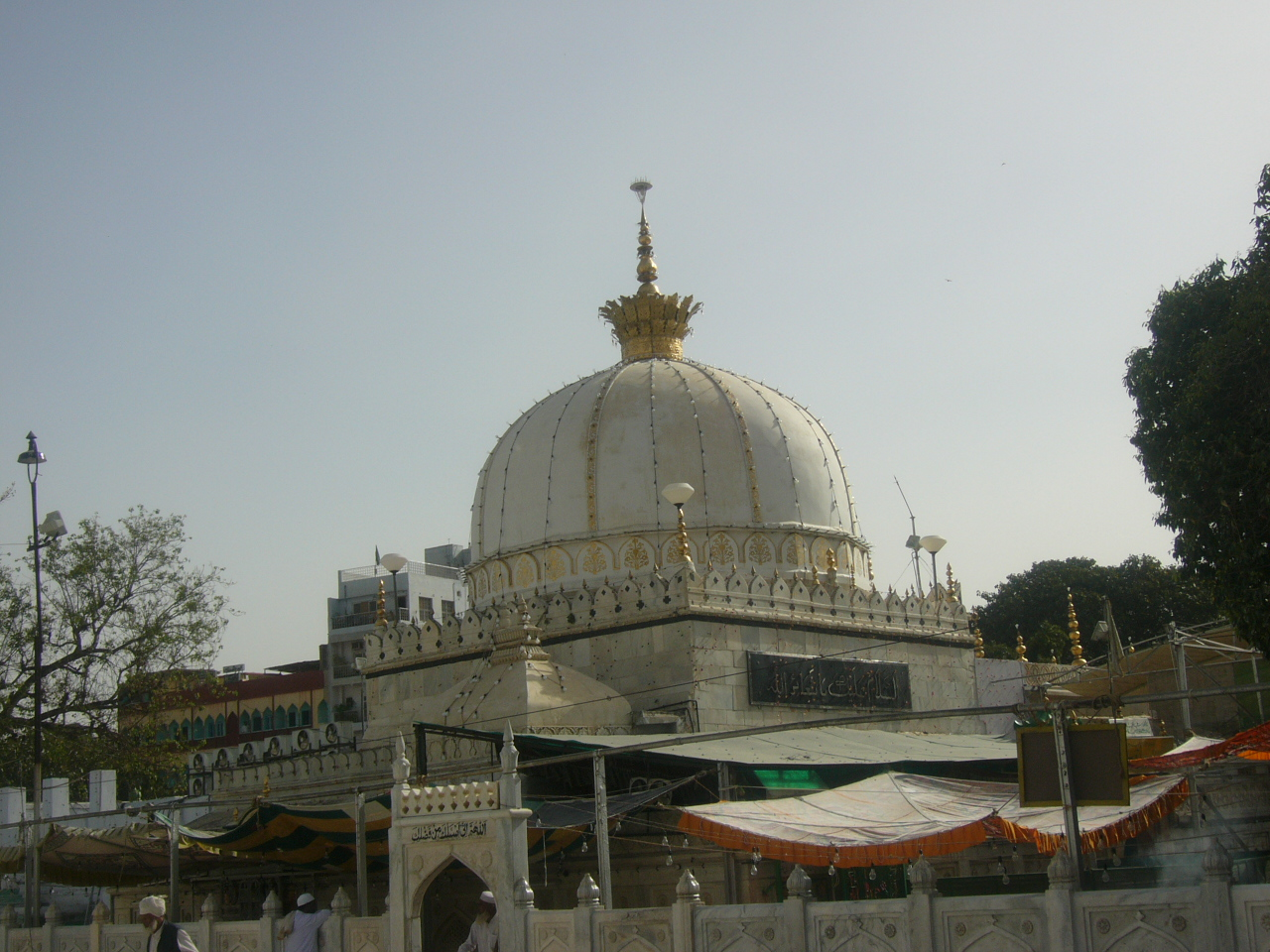
Dargah von Khawaja. Moinuddin Chishtī, Ajmer, India